# Georges Demenÿ
Georges Demenÿ (12. června 1850 Douai – 26. října 1917 Paříž) byl francouzský vynálezce, chronofotograf, filmař a gymnasta. Je považován za pionýra filmové techniky a jednoho ze zakladatelů tělesné výchovy jako vědy.

## Život a dílo

### Fotograf
Pracoval jako odborný asistent Étienna-Julese Mareye, přičemž v roce 1891 (nebo 1892 podle jiných zdrojů) vynalezl fonoskop označovaný jako photochronographe případně chronophotographe. Práva pak prodal vynálezci Léonu Gaumontovi.
Snažil se komunikovat s hluchoněmými pomocí jednoduchých obrázků.

### Profesor fyziologie
Od roku 1902 byl vyučujícím profesorem fyziologie na Vysoké škole pro tělesnou výchovu v Joinville u Paříže. Zde se až do roku 1915 z vůle ředitele školy Costeho uplatňoval při gymnastických cvičeních švédský (umělý) výchovný systém. Demenÿ až na konci svého života prosadil systém výuky přirozenější, francouzský. Pro podporu své výuky napsal a vydal celou řadu publikací. Nový systém zvýrazňoval zejména u žen plynulost a ladnost pohybu.

### Publikace (výběr)

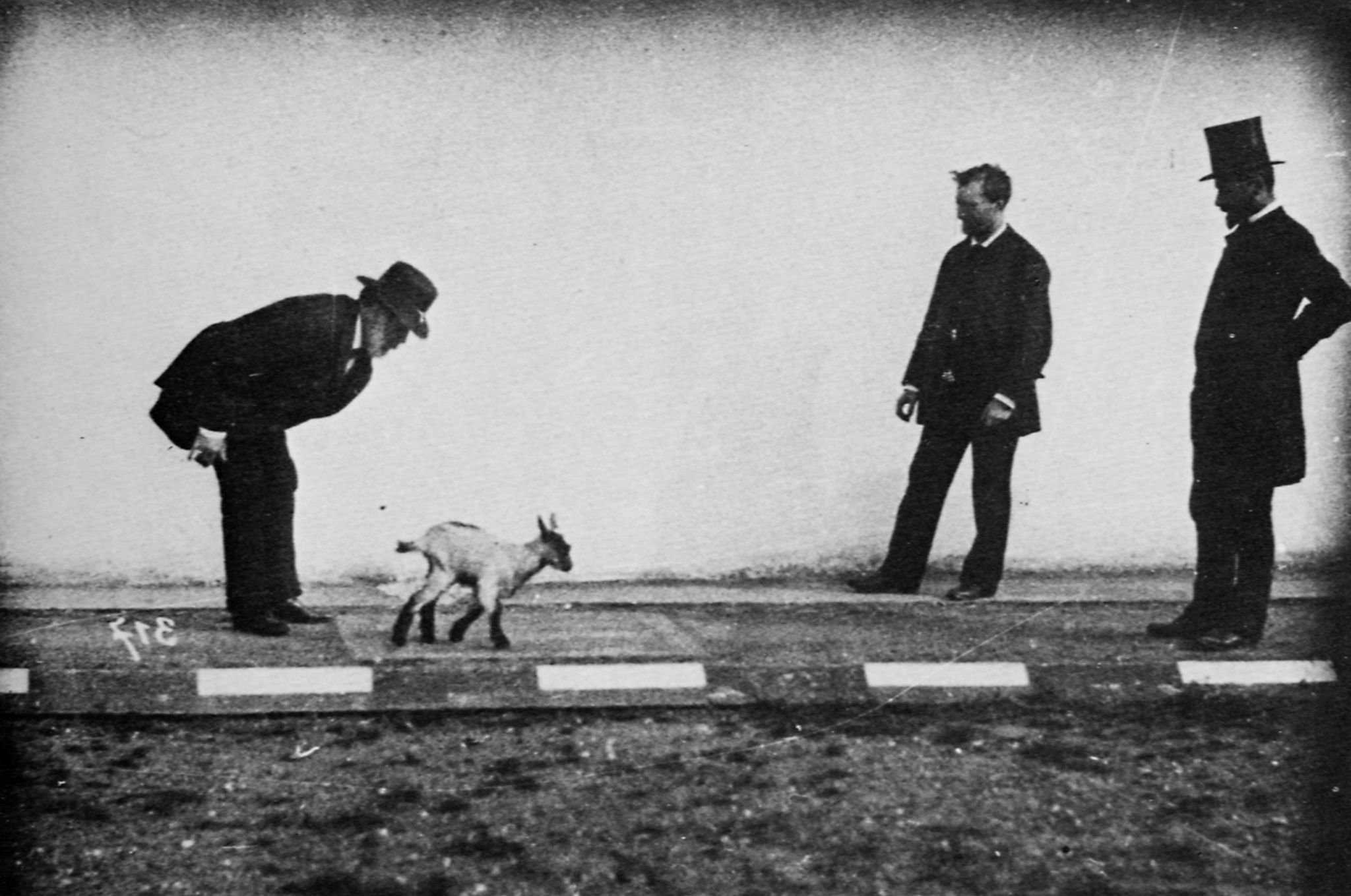
Kůzle je podrobováno fyziologické studii, na fotografii vlevo je Étienne-Jules Marey, Georges Demenÿ je pán bez klobouku vpravo

- L’Éducation physique en Suède, 1892
- Guide du maître chargé de l'enseignement des exercices physiques dans les écoles publiques et privées, 1900
- Les Bases scientifiques de l’éducation physique, 1902
- Physiologie des professions. Le violoniste, art, mécanisme, hygiène, 1905
- Cours supérieur d'éducation physique, avec Jean Philippe et Georges-Auguste Racine, 1905
- Mécanisme et éducation des mouvements, 1904 ; 1905
- Danses gymnastiques composées pour les établissements d'enseignement primaire et secondaire de jeunes filles, avec A. Sandoz, 1908
- Les Origines du cinématographe, 1909
- Science et art du mouvement. Éducation physique de la jeune fille. Éducation et harmonie des mouvements, 1911 ; 1920
- L’Éducation de l’effort, 1914 Texte en ligne
- Éducation physique des adolescents. Préparation sportive par la méthode synthétique avec l'art de travailler, 1917

## Pravopis
Maďarské jméno Demenÿ se ve francouzském přepisu píše Démény. V češtině i jako Demény.

## Další chronofotografové
- Eadweard Muybridge (1830 – 1904) – průkopník chronofotografie
- August (1862 – 1954) a Luis (1864 – 1948) Lumièrové vyvinuli roku 1895 kinematograf (z řečtiny pohyblivý zapisovač).
- Étienne-Jules Marey (1860 - 1904) – francouzský lékař, fyziolog a fotograf, autor série Muž, který sesedá z kola (1890 - 1895) - vynálezce chronofotografické pušky.
- Harold Eugene Edgerton (1903 – 1990) – významný americký inženýr, vynálezce stroboskopu a pionýr vysokorychlostní chronofotografie.
- Ottomar Anschütz (1846 – 1907) – německý vynálezce a chronofotograf.
- Ernst Kohlrausch (1850–1923) – sportovní výzkumník a pionýr filmu.
- Thomas Eakins (1844 – 1916) – americký malíř, fotograf a sochař.
- Anton Giulio Bragaglia (1890 - 1960) – pionýr italské futuristické fotografie.
- Jean-Martin Charcot (1825 - 1893) – Pařížský neurolog.
- Albert Londe (1858 – 1917) – francouzský lékařský chronofotograf.